# کردی قروه‌ای
قروه‌ای یا چاردولی ضرب گویشی از زبان کردی جنوبی است که در قروه و اطراف آن تکلم میشود. اسماعیل کماندار گویش قروه‌ای را یکی از چندین گویش زبان کردی جنوبی دسته‌بندی کرده است.

## جغرافیا
این گویش در شهرستان قروه استان کردستان و منطقه چاردول استان‌های همدان و کرمانشاه رایج است.